# 磁気ポーラロン
磁気ポーラロン（じきポーラロン）とは、自由電子が磁性のある半導体の中で局在スピン系を交換相互作用で変形させ、その偏極を身に着けて運動すること。この状態になった電子の質量は通常の電子の質量より大きくなる。2019年、C. Grossらは、量子気体顕微鏡を用いて個別の磁気ポーラロンを観測することに成功した。